# Darhad
De Darhad zijn een nomadisch volk dat leeft in het noorden van Mongolië (provincie Hövsgöl). Het gaat om een subgroep van de Mongolen die een Mongools dialect, het Darhad, spreken. De ongeveer 20.000 Darhad hebben hun traditionele levenswijze grotendeels behouden. Ze hoeden koeien, schapen, geiten en paarden en de meesten beoefenen sjamanisme.